# Nisia buxtoni
Nisia buxtoni är en insektsart som beskrevs av Frederick Arthur Godfrey Muir 1931. Nisia buxtoni ingår i släktet Nisia och familjen Meenoplidae. Inga underarter finns listade i Catalogue of Life.